# John Boyd (stratega militare)
John Richard Boyd (Erie, 23 gennaio 1927 – West Palm Beach, 9 marzo 1997) è stato un aviatore statunitense dell'United States Air Force e consulente del Pentagono nella seconda metà del Novecento.
Come membro del Fighter Mafia, Boyd ispirò il programma "Lightweight Fighter" (LWF), che produsse il General Dynamics F-16 Fighting Falcon e precedette il McDonnell Douglas F/A-18 Hornet. Insieme a Thomas Christie elaborò l'Energy Maneuverability Theory (EMT), sulla guerra aerea, modello a cui si ispirarono le successive progettazioni di aerei da guerra. Inoltre sviluppò il ciclo decisionale OODA loop, che indica un approccio mediante il quale affrontare avversari umani in ogni tipo di contesto.

## Biografia

### Infanzia
John Boyd nacque il 23 gennaio 1927 a Erie, in Pennsylvania, da Elsie Beyer, presbiteriana tedesca, e Hubert Boyd, cattolico. La coppia viveva al 514 di Lincoln Avenue in una casa che Hubert, che lavorava per la HammerMill Paper Company, acquisì per $16.500.

La coppia ebbe cinque figli: due femmine, Marion e Ann, e tre maschi, Bill, Gerry e John.

Nel novembre del 1929 Hubert partì per lavoro e ritornando qualche settimana più tardi per festeggiare il Natale in famiglia cadde malato e nel gennaio del 1930 gli fu diagnosticata una polmonite lobare, probabilmente a causa del fumo (Hubert era un fumatore accanito). Durante la malattia tutti i bambini fuorché Ann furono affidati alla zia, fin quando il 19 gennaio 1930 Hubert morì, a 37 anni, e fu sepolto nel giorno del terzo compleanno di John.

Senza lo stipendio del marito e durante la crisi della Grande Depressione, Elsie fu costretta a lavorare intensamente: incominciò a vendere torte, biglietti d'auguri natalizi e articoli di cancelleria, e trovò un lavoro come addetta alle richieste telefoniche di annunci pubblicitari.

Elsie teneva molto all'immagine della propria famiglia e se, soprattutto a causa dell'enorme carico di lavoro, lasciò molta libertà ai figli in casa, li istruì attentamente su come dovevano comportarsi con la gente: ripeteva loro che le persone non dovevano conoscere ciò che avveniva in famiglia e ordinava loro di non dire mai alla gente ciò che non volevano fosse ripetuto. Secondo Elsie le persone avrebbero cercato di usare i punti deboli della famiglia per poterla attaccare, il che rese i figli reticenti, specialmente riguardo alle questioni familiari.
Per questo motivo la signora Boyd si sforzava di far credere alla gente di Erie che la condizione economica della famiglia non avesse risentito della morte di Hubert, mentre a casa insegnava ai propri figli l'importanza della povertà come virtù e il pericolo della ricchezza che spesso conduceva alla perdita dell'integrità morale.

Per quanto attinente alla religiosità della famiglia, Elsie guardava con diffidenza alle chiese: sia quella cattolica, dopo un incidente con un sacerdote che aveva redarguito in modo autoritario Marion, umiliandola; che quella presbiteriana, ritenuta troppo venale.

### Carriera nell'Air Force
Boyd si arruolò nell'Air Force il 30 ottobre 1944, mentre ancora andava a scuola. Dopo il diploma, completò l'addestramento di base e quello di specializzazione come meccanico di torrette aeree durante gli ultimi mesi della seconda guerra mondiale. Dal gennaio 1946 al gennaio 1947, Boyd prestò servizio come istruttore di nuoto in Giappone, successivamente raggiunse il grado di sergente e prestò servizio nella riserva dell'aeronautica fino alla laurea in economia, conseguita nel 1951 all'Università dell'Iowa. In seguito ottenne una seconda laurea in ingegneria industriale al Georgia Institute of Technology.
Boyd fu nominato sottotenente nell'Air Force dopo aver completato il programma di addestramento per ufficiali di riserva presso l'Università dell'Iowa e il 27 marzo 1953 arrivò in Corea come pilota di un F-86 Sabre, tuttavia non fece vittime, infatti operò solo su caccia di protezione all'aereo centrale, il solo con ordini di fuoco.

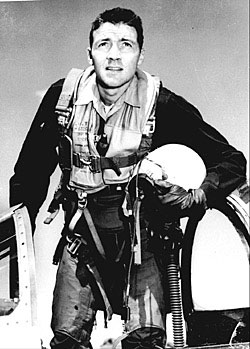
John Boyd su un caccia

Dopo il suo servizio in Corea, fu invitato a frequentare la Fighter Weapons School (FWS). Boyd frequentò la scuola e si diplomò con il massimo dei voti, in seguito fu invitato a rimanere alla FWS come istruttore, divenne capo della sezione accademica e scrisse il manuale tattico per la scuola.
Successivamente Boyd fu consultato dal Maggior Generale Arthur C. Agan Jr. per svolgere analisi matematiche per conto del Pentagono, che avrebbero supportato il programma McDonnell Douglas F-15 Eagle al fine di superare il processo di analisi dei sistemi dell'OSD.

Durante la guerra del Vietnam, prestò servizio come vice comandante della Task Force Alpha per il 56º Combat Support Group presso la base della Royal Thai Air Force di Nakhon Phanom in Thailandia, dall'aprile 1972 all'aprile 1973.

Nel 1975 terminò la sua carriera militare, per la quale ricevette il prestigioso premio Harold Brown dall'aeronautica militare statunitense.
Fu soprannominato "Forty Second Boyd" perché affermò, senza essere mai smentito, che, partendo da una posizione di svantaggio, avrebbe potuto sconfiggere qualsiasi pilota avversario in meno di 40 secondi. Fu anche conosciuto in diversi momenti della sua carriera come "The Mad Major" o "Genghis John" e come "Ghetto Colonel" per il suo stile di vita spartano.

### Morte
Boyd morì in Florida il 9 marzo 1997, all'età di 70 anni, per un cancro. Fu sepolto con tutti gli onori militari al Cimitero nazionale di Arlington il 20 marzo 1997: la sua lapide si trova nella sezione 60, tomba 3660.

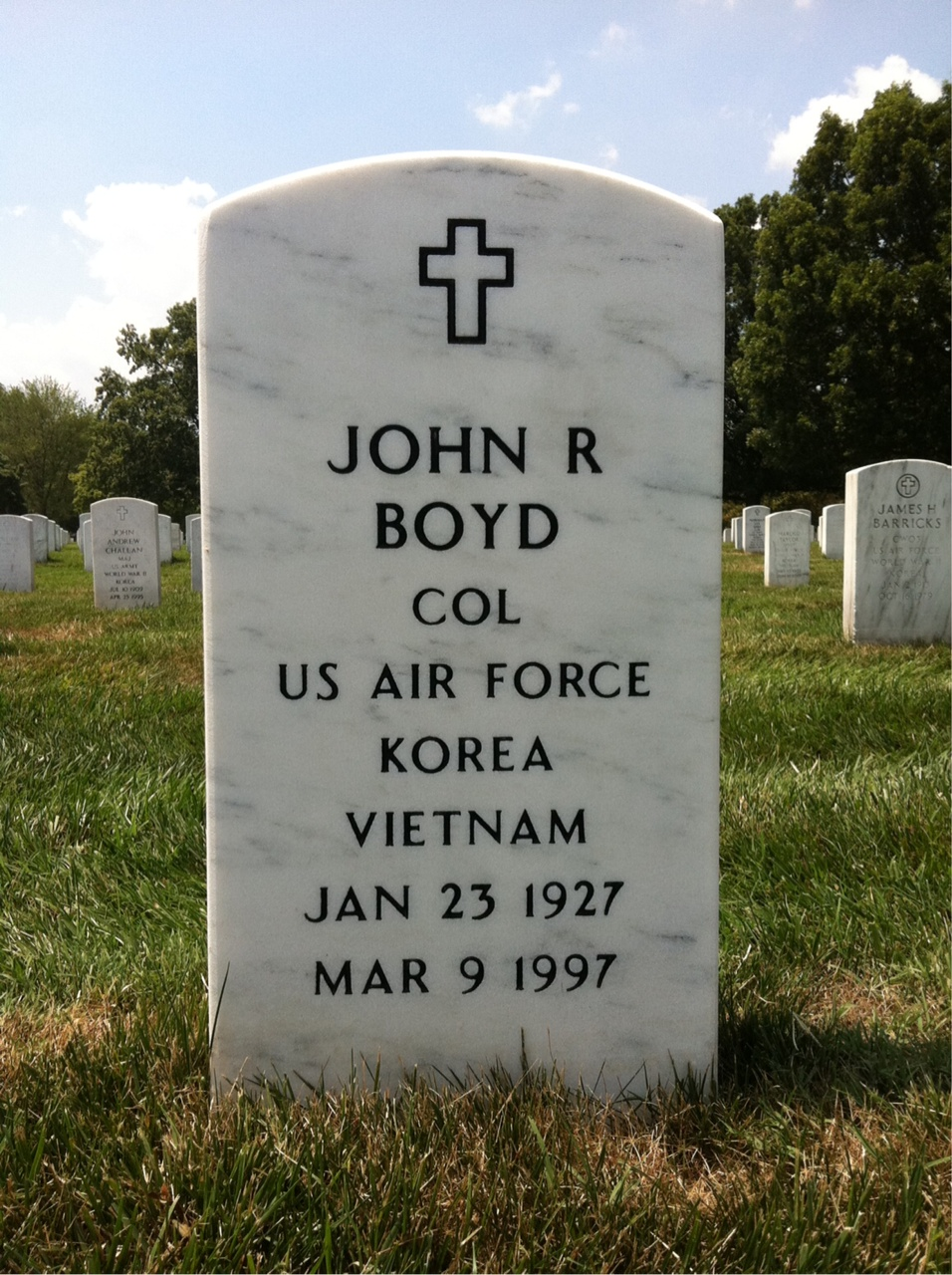
La lapide del colonnello Boyd

## Teoria militare
Nei primi anni 60, Boyd, insieme a Thomas Christie, un matematico, elaborò l'Energy Maneuverability Theory (EMT) sul combattimento aereo. Si disse, anche per la sua fama di cane sciolto, che Boyd avesse rubato l'IBM 704 per effettuare i milioni di calcoli necessari a dimostrare la teoria. Ad ogni modo il lavoro di Boyd fu elogiato e la teoria EM divenne lo standard mondiale per la progettazione di aerei da combattimento. All'epoca il costoso progetto FX (in seguito F-15) dell'Air Force si stava rivelando un fiasco, per cui Boyd fu richiamato dal Vietnam e ricondotto al Pentagono per salvare il progetto mediante l'applicazione della sua teoria.
Con il colonnello Everest Riccioni e Pierre Sprey, Boyd formò quindi un piccolo gruppo all'interno del quartier generale dell'USAF, che si autodefinì "Fighter Mafia".
Riccioni era un pilota dell'USAF impiegato nello staff per la ricerca e lo sviluppo, mentre Sprey era uno statistico che lavorava sull'analisi dei sistemi.
Mentre lavorava sull'F-15, denomimato "Blue Bird", Boyd mostrò il suo disaccordo con la direzione che il programma stava prendendo e propose all'Air Staff un'alternativa rinominata "Red Bird", che doveva essere un caccia utilizzabile solo in condizioni climatiche favorevoli, con una velocità massima sacrificata per un peso inferiore (e quindi una migliore manovrabilità e costi inferiori). Inoltre, come Boyd, anche Sprey si oppose a un radar attivo e ai missili a guida radar, tuttavia la proposta non fu ascoltata e non ci furono modifiche al Blue Bird.

Il Segretario della Difesa, però, attratto dall'idea di un caccia a basso costo, finanziò Riccioni per un progetto di studio sul programma "Lightweight Fighter" (LWF), che divenne l'F-16. Il progetto finanziato dal Dipartimento della Difesa e dall'Air Force andò però a scontrarsi con le visioni del Fighter Mafia poiché non si trattava del caccia specialista ridotto all'essenziale che avevano immaginato, ma di un caccia-bombardiere multiruolo più pesante con avionica avanzata, un radar attivo e missili a guida radar. Harry Hillaker, un progettista dell'F-16, osservò che avrebbe progettato l'aereo in modo diverso se avesse saputo che sarebbe diventato un aereo multimissione.
Nel 1990 Boyd si era trasferito in Florida per motivi di salute, ma Richard "Dick" Cheney, conoscenza di Boyd e Segretario della Difesa nell'amministrazione di George H.W. Bush, richiamò Boyd per lavorare sui piani dell'Operazione Desert Storm. Boyd ebbe un'influenza sostanziale sulla progettazione finale del left hook ("gancio sinistro").
In una lettera al direttore di Inside the Pentagon, l'ex comandante del corpo dei Marines, generale Charles C. Krulak affermò come Boyd fosse stato l'architetto della vittoria americana sull'Iraq.

### Il ciclo OODA

Schema del ciclo OODA

Sulla base delle sue esperienze in Thailandia durante la guerra del Vietnam, Boyd ipotizzò che il modello di guerra sarebbe cambiato nei conflitti futuri e che la capacità di acquisire informazioni e agire rapidamente e accuratamente sarebbe cresciuta di importanza. All'inizio degli anni '70, sviluppò queste osservazioni in un concetto chiave chiamato ciclo OODA.
Secondo Boyd, il processo decisionale (decision-making) si manifesta in un ciclo del tipo: “Osserva->Orienta->Decidi->Agisci”. Chiunque (un individuo o un'organizzazione) elabori questo ciclo, osservando e reagendo agli eventi che accadono, più rapidamente di un avversario, può così "entrare" nel ciclo decisionale nemico e avere un vantaggio rispetto a lui.

### Strategia aerea
Boyd contribuì a rivoluzionare il combattimento in aria in quanto autore dell'Airplane Attack Study, che divenne il manuale tattico ufficiale per gli aerei da caccia. Boyd affermò che un pilota che si lancia in un combattimento aereo deve conoscere due cose: la posizione del nemico e la sua velocità. Data la velocità di un nemico, un pilota può prevedere cosa questi possa fare; quando un pilota sa quali manovre può eseguire il nemico, può quindi decidere come contrastarlo in anticipo.

## Decorazioni
| |                                                         |                                           |  |
| Bronze oak leaf cluster · Bronze oak leaf cluster · Bronze oak leaf cluster · Template:Ribbon devices/alt · Bronze oak leaf cluster · Bronze oak leaf cluster · Template:Ribbon devices/alt |                                                         |                                           |  |
| Template:Ribbon devices/alt | Template:Ribbon devices/alt                             | Template:Ribbon devices/alt               |  |
| V · Template:Ribbon devices/alt | Template:Ribbon devices/alt                             | Template:Ribbon devices/alt               |  |
| Template:Ribbon devices/alt | Template:Ribbon devices/alt                             | Template:Ribbon devices/alt               |  |
| Bronze star · Template:Ribbon devices/alt | Bronze star · Bronze star · Template:Ribbon devices/alt | Bronze star · Template:Ribbon devices/alt |  |
| Silver oak leaf cluster · Template:Ribbon devices/alt | Template:Ribbon devices/alt                             | Template:Ribbon devices/alt               |  |
| Template:Ribbon devices/alt | Template:Ribbon devices/alt                             | Template:Ribbon devices/alt               |  |

| USAF Command Pilot Badge                                       |                                                                |                                                                |                                                                |                                                 |                                                 |                                                 |                                                 |                                                 |                                                 |                                                 |                                                 |
| Legion of Merit w/ 3 bronze oak leaf clusters                  | Legion of Merit w/ 3 bronze oak leaf clusters                  | Legion of Merit w/ 3 bronze oak leaf clusters                  | Legion of Merit w/ 3 bronze oak leaf clusters                  | Legion of Merit w/ 3 bronze oak leaf clusters   | Legion of Merit w/ 3 bronze oak leaf clusters   | Air Medal w/ 2 bronze oak leaf clusters         | Air Medal w/ 2 bronze oak leaf clusters         | Air Medal w/ 2 bronze oak leaf clusters         | Air Medal w/ 2 bronze oak leaf clusters         | Air Medal w/ 2 bronze oak leaf clusters         | Air Medal w/ 2 bronze oak leaf clusters         |
| Air Force Commendation Medal                                   | Air Force Commendation Medal                                   | Air Force Commendation Medal                                   | Air Force Commendation Medal                                   | Army Commendation Medal                         | Army Commendation Medal                         | Army Commendation Medal                         | Army Commendation Medal                         | Air Force Presidential Unit Citation            | Air Force Presidential Unit Citation            | Air Force Presidential Unit Citation            | Air Force Presidential Unit Citation            |
| Air Force Outstanding Unit Award w/ Combat "V"                 | Air Force Outstanding Unit Award w/ Combat "V"                 | Air Force Outstanding Unit Award w/ Combat "V"                 | Air Force Outstanding Unit Award w/ Combat "V"                 | Army Good Conduct Medal                         | Army Good Conduct Medal                         | Army Good Conduct Medal                         | Army Good Conduct Medal                         | American Campaign Medal                         | American Campaign Medal                         | American Campaign Medal                         | American Campaign Medal                         |
| Asiatic-Pacific Campaign Medal                                 | Asiatic-Pacific Campaign Medal                                 | Asiatic-Pacific Campaign Medal                                 | Asiatic-Pacific Campaign Medal                                 | World War II Victory Medal                      | World War II Victory Medal                      | World War II Victory Medal                      | World War II Victory Medal                      | Army of Occupation Medal w/ 'Japan' clasp       | Army of Occupation Medal w/ 'Japan' clasp       | Army of Occupation Medal w/ 'Japan' clasp       | Army of Occupation Medal w/ 'Japan' clasp       |
| National Defense Service Medal w/ 1 bronze service star        | National Defense Service Medal w/ 1 bronze service star        | National Defense Service Medal w/ 1 bronze service star        | National Defense Service Medal w/ 1 bronze service star        | Korean Service Medal w/ 2 bronze campaign stars | Korean Service Medal w/ 2 bronze campaign stars | Korean Service Medal w/ 2 bronze campaign stars | Korean Service Medal w/ 2 bronze campaign stars | Vietnam Service Medal w/ 1 bronze campaign star | Vietnam Service Medal w/ 1 bronze campaign star | Vietnam Service Medal w/ 1 bronze campaign star | Vietnam Service Medal w/ 1 bronze campaign star |
| Air Force Longevity Service Award w/ 1 silver oak leaf cluster | Air Force Longevity Service Award w/ 1 silver oak leaf cluster | Air Force Longevity Service Award w/ 1 silver oak leaf cluster | Air Force Longevity Service Award w/ 1 silver oak leaf cluster | Republic of Korea Presidential Unit Citation    | Republic of Korea Presidential Unit Citation    | Republic of Korea Presidential Unit Citation    | Republic of Korea Presidential Unit Citation    | Vietnam Gallantry Cross                         | Vietnam Gallantry Cross                         | Vietnam Gallantry Cross                         | Vietnam Gallantry Cross                         |
| United Nations Service Medal for Korea                         | United Nations Service Medal for Korea                         | United Nations Service Medal for Korea                         | United Nations Service Medal for Korea                         | Republic of Vietnam Campaign Medal              | Republic of Vietnam Campaign Medal              | Republic of Vietnam Campaign Medal              | Republic of Vietnam Campaign Medal              | Korean War Service Medal                        | Korean War Service Medal                        | Korean War Service Medal                        | Korean War Service Medal                        |